# 설창수
설창수(薛昌洙, 1916년 1월 16일 ~ 1998년 6월 26일)는 대한민국의 국회의원이다.

## 학력
- 진주공립농업학교졸업
- 일본입명관대학예과수료

## 경력

### 국회의원이외의 경력
- 주간경제시보사주필
- 칠암야학회설립및회장
- 경남일보사주필ㆍ사장
- 문교부예술과장
- 해인대학강사
- 국제PEN회의한국대표
- 전국문화단체총연합회진주시지부위원장
- 서울예술학원교무처장서리
- 재단법인서라벌예술학원감사
- 사단법인개천예술사업회이사장

### 국회의원 경력
- 대한민국의 제5대 참의원 : 민주당(경상남도 제1부)